# إنديا كاتالينا
إنديا كاتالينا (بالإنجليزية: India Catalina)‏ (من مواليد عام 1495) هي امرأة من السكان الأصليين لكالاماري على ساحل المحيط الأطلسي لكولومبيا رافقت بيدرو دي هيريديا ولعبت دورًا هامًا في الاستعمار الإسباني لكولومبيا حيث عملت كمترجمة ووسيط.

## خلفية تاريخية
اختُطفت كاتالينا في عام 1509 من قبل الفاتح الاسباني دييجو دي نيويسا من مستوطنة أصلية تعرف باسم زامبا جاليرازامبا حيث كانت ابنة الزعيم المحلي. تم إرسالها إلى سانتو دومينغو، حيث تعلمت اللغة الإسبانية واعتنقت الديانة الكاثوليكية. عينها بيدرو دي هيريديا للعمل كمترجمة للغات الشعوب الأصلية في الأمريكتين.تزوجت كاتالينا من ألونسو مونتانيز، ابن شقيق بيدرو دي هيريديا.
انتهت أحداث الفتح الإسباني في منطقة كارتاهينا بإبادة كاملة لشعب كالاماري أثناء استعبادها واختطافها من قبل الإسبان.
ظهر اسم إنديا كاتالينا في خطاب أرسله إلى بيدرو دي هيريديا إلى الملك كارلوس الخامس في عام 1533. لم يكن يعرف أي أحد اسمها الحقيقي لأنه بدأ يُطلق عليها اسم «كاتالينا» من عام 1509 عندما اختطفت أثناء بعثة دي نيويسا واقتيادها إلى سانتو دومينغو حيث تعلمت اللغة الإسبانية. ومنذ ذلك الوقت، استخدمت كاتالينا الزي الإسباني فقط، ولكنها ظلت تُعامل كعبدة.
عندما عادت كاتالينا إلى كارتاهينا بعد عشرين عامًا، كانت شخصيتها قد تغيذرت تمامًا. أجرت كاتالينا أول اتصال مع هنود كورينتش بعد وصولها مع هيريديا في 14 يناير 1533. ترجمت كاتالينا إلى هيريديا الخطابات لتهدئة العديد من قبائل الهنود الحُمر في الأمريكتين أثناء القتال لصالح خوان دي لا كوسا لسنوات عديدة.

## نصبها تذكاري

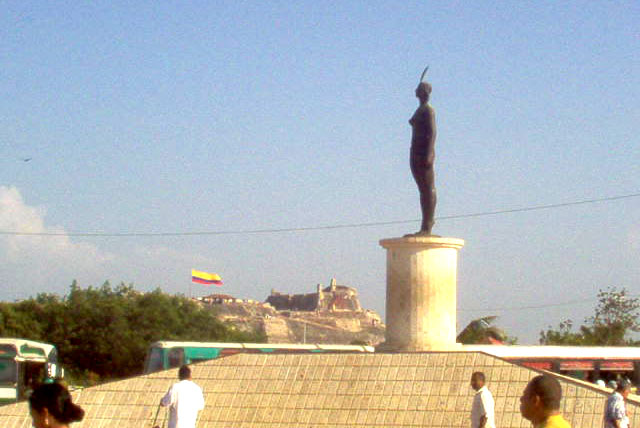
النصب التذكاري لكاتالينا في المركز التاريخي لمدينة كارتاهينا في قلعة سانت فيليب

يقع النصب التذكاري لكاتالينا في المركز التاريخي لمدينة كارتاهينا في قلعة سانت فيليب.
نحت الفنان إلديو جيل زامبرانا النصب التذكاري لكاتالينا وعُرض على الجمهور في عام 1974. تستخدم النسخ المتماثلة على نطاق صغير في جوائز مهرجان كارتاهينا السينمائي.